# Frank Small

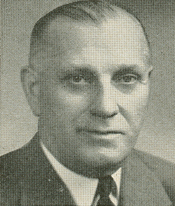
Frank Small (1953)

Frank Small Jr. (* 15. Juli 1896 in Temple Hills, Prince George’s County, Maryland; † 24. Oktober 1973 in Washington, D.C.) war ein US-amerikanischer Politiker. Zwischen 1953 und 1955 vertrat er den Bundesstaat Maryland im US-Repräsentantenhaus.

## Werdegang
Frank Small besuchte die öffentlichen Schulen seiner Heimat und erhielt danach in den Jahren 1914 und 1915 eine technische Ausbildung am National Automobile College. In den folgenden Jahren betrieb er einige Farmen. Außerdem wurde er im Bankgewerbe und im Automobilgeschäft tätig. Gleichzeitig schlug er als Mitglied der Republikanischen Partei eine politische Laufbahn ein. In den Jahren 1927 und 1928 saß er im Abgeordnetenhaus von Maryland. Zwischen 1930 und 1934 gehörte er dem Bezirksrat an; von 1934 bis 1942 war er Mitglied des Staatsvorstands der Republikaner in Maryland. Dabei war er vier Jahre lang Parteivorsitzender auf Staatsebene. Zwischen 1937 und 1952 war Small auch Mitglied der Rennkommission von Maryland; seit 1951 fungierte er als deren Vorsitzender.  Von 1928 bis 1957 war er zudem Präsident der Clinton Bank in Clinton. In den Jahren 1940, 1944 und 1956 nahm er als Delegierter an den jeweiligen Republican National Conventions teil.
Bei den Kongresswahlen des Jahres 1952 wurde Small im fünften Wahlbezirk von Maryland in das US-Repräsentantenhaus in Washington gewählt, wo er am 3. Januar 1953 die Nachfolge von Lansdale Sasscer antrat. Da er im Jahr 1954 nicht bestätigt wurde, konnte er bis zum 3. Januar 1955 nur eine Legislaturperiode im Kongress absolvieren. Diese war von den Ereignissen des Kalten Krieges und der beginnenden Bürgerrechtsbewegung bestimmt.
Von 1954 bis 1973 arbeitete Small in der Immobilienbranche. Von 1955 bis 1957 war er Staatsbeauftragter für Motorfahrzeuge. Außerdem war er Vizepräsident der Firma Equitable Trust Co. of Baltimore. Frank Small starb am 24. Oktober 1973 in Washington und wurde in Clinton beigesetzt.